# Баренбойм, Лев Аронович
Лев Аронович Баренбойм (18 (31) января 1906, Одесса — 25 июня 1985, Ленинград) — советский пианист, музыковед и музыкальный педагог.

## Биография
Родился 18 июня (по старому стилю) 1906 года в Одессе в семье уманского мещанина Арона-Шлёмы Хайкелевича Баренбойма и Марьям Сендеровны Баренбойм. В 1925 окончил Одесскую консерваторию по классу фортепиано Г. М. Бибер.
В 1930 году окончил Московскую консерваторию по классу фортепиано Ф. М. Блуменфельда. В 1931—1939  годах преподавал там же (доцент класса фортепиано), также вел курс методики преподавания фортепианной игры; одновременно научный сотрудник Научно-исследовательского музыкального института при Московской консерватории. В 1939—1979 годах — в Ленинградской консерватории (с 1958 года профессор), вел курсы истории и теории пианизма (с 1965 года заведующий кафедрой), методики обучения игре на фортепиано.
Среди учеников: Л. Е. Гаккель, А. Б. Шнитке, Ф. Д. Брянская, С. Мальцев, И. В. Розанов, Р. И. Хараджанян.
Доктор искусствоведения (1957).
Баренбойм был, прежде всего, критиком-интерпретатором музыкального исполнительского искусства. Объектом его изучения всегда была художественная мысль исполнителя, его образная система. Постижение этой мысли и художественной образности концертного пианиста Баренбойм считал предварительным условием верного критического анализа. В таком музыкальном анализе собственно и раскрылась личность Баренбойма-критика. Он умел видеть и отмечать новые грани, новое значение, заложенное в художественном исполнительском акте.
Разработал систему дифференциации музыкантов-исполнителей. «Одного пианиста, — писал он, — можно назвать рассказчиком, обращающимся непосредственно к аудитории и без нажима раскрывающим характер исполняемой музыки, другого — драматургом, сталкивающим „действующие персонажи“, третьего — живописцем, четвёртого — мастером музыкально-речевой выразительности, пятый сам ведёт за собой аудиторию властностью воли и мысли».
Скончался 25 июня 1985 года в Ленинграде. Урна с его прахом находится в колумбарии Санкт-Петербургского крематория.

## Наследие
Непреходящее значение сохраняют основные научные труды Баренбойма, и, прежде всего, монография в двух томах «Антон Григорьевич Рубинштейн», а также монография «Николай Григорьевич Рубинштейн». Таким образом, Л. А. Баренбойм создал труды об основоположниках фортепианного искусства и профессионального музыкального образования в России, отдав дань братьям Рубинштейнам как создателям первых русских консерваторий. В 1981 году Л. А. Баренбойм также начал писать монографию о пианисте Эмиле Гилельсе, которого он считал прямым продолжателем традиций А. Г. и Н. Г. Рубинштейнов. Однако смерть не позволила учёному завершить работу. Книга «Эмиль Гилельс» была завершена редактором Т. Н. Голланд и Еленой Гилельс и вышла в 1990 году. В 1991 году по ней был создан документальный фильм «Великий Гилельс». 
Также разрабатывал основные принципы музыкальной педагогики; они получили большое распространение среди учителей детских музыкальных школ.
Особое место в наследии учёного занимают книги «Вопросы фортепианной педагогики и исполнительства» и непосредственно направленная на воспитание начинающих музыкантов «Путь к музицированию», ставшая популярным пособием для педагогов начального звена обучения музыке.

## Теоретические труды
- Фортепианная педагогика Л. А. Баренбойм, ч. 1, (1937);
- Хрестоматия по истории фортепианной музыки в России, (1949) (совместно с В. Музалевским);
- Избранные письма А. Г. Рубинштейна. Вступит. статья и комментарии Л. А. Баренбойма (1954);
- Антон Григорьевич Рубинштейн. Жизнь, артистический путь, творчество, музыкально-общественная деятельность, т. 1-2 (1957-62);
- «Двенадцать песен на слова Мирза Шафи» А. Г. Рубинштейна. Публикация, предисловие и ред. Л. Баренбойма (1960);
- Вопросы музыкально-исполнительского искусства, вып. 3 (1962);
- Фортепианно-педагогические принципы Ф. М. Блуменфельда (1964) — (В помощь педагогу-музыканту);
- На уроках Антона Рубинштейна. Ред.-сост. и автор вступит. статьи Л. А. Баренбойм (1964);
- Сборник пьес, этюдов и ансамблей для начинающих (1966) (совм. с С. С. Ляховицкой);
- Вопросы фортепианного исполнительства и педагогики (1968);
- В фортепианных классах Ленинградской консерватории. Сб. статей под ред. Л. А. Баренбойма (1968);
- Вопросы фортепианной педагогики и исполнительства (1969);
- Система музыкального воспитания Карла Орфа, [пер. с нем.], под ред. Л. А. Баренбойма (1970).
- Путь к музицированию (1973);
- Музыкальная педагогика и исполнительство (1974);
- Николай Григорьевич Рубинштейн. — М.: Музыка, 1982;
- За полвека (1989);
- Эмиль Гилельс (1990).